# ایگناسیو رامیرز
خوان ایگناسیو پائولینو رامیرز کالزادا (به انگلیسی: Juan Ignacio Paulino Ramírez Calzada)، معروف به ایگناسیو رامیرز، (۲۲ ژوئن ۱۸۱۸–۱۵ ژوئن ۱۸۷۹) نویسنده، شاعر، ژورنالیست، وکیل، آتئیست و آزادیخواه سیاسی مکزیکی، اهل سان میگل د آلنده بود که در آن زمان «سن میگوئل ال گرانده» نامیده می‌شد. پدرش یک سیاستمدار برجسته فدرالیست بود. رامیرز در نوشته‌های خود از نام مستعار ال نیگرومانته (نکرومانسر) استفاده می‌کرد. او از حقوق هندی‌ها دفاع می‌کرد. رامیرز با گویلرمو پریتو همکاری کرد تا مجله فکاهی دون سیمپلیسیو را راه‌اندازی کند. رامیرز یکی از اعضای «نسل رمانتیک لیبرال‌های مکزیکی» است که پایه‌گذاری آن مصادف با اصلاحات لیبرال است. سایر اعضا بدین قرار بودند: پونسیانو آریاگا، میگل لردو د تجادا، ملکور اوکامپو و گویلرمو پریتو بودند.

## تولد و تحصیل
رامیرز در ۲۲ ژوئن ۱۸۱۸ میلادی در سان میگل د آلنده به دنیا آمد. او پسر «خوزه لینو رامیرز» و «آنا ماریا گوادالوپ سینفوروسا کالزادا رامیرز» است. وی تحصیلات خود را کرتارو سیتی، زادگاه پدرش آغاز کرد و در سال ۱۸۳۵ میلادی به کالج «دو سن گرگوریو» در مکسیکو سیتی منتقل شد، جایی که در آنجا هنر خواند. در سال ۱۸۴۱ میلادی تحصیلات خود را آغاز کرد و در سال ۱۸۴۵ میلادی نیز مدرک حقوق را از «دانشگاه پونتیفیکال مکزیک» دریافت کرد. او در سن نوزده سالگی در آکادمی ادبی سن خوان دو لتران، متشکل از روشنفکرترین مردان آن زمان پذیرفته شد.

## زندگی سیاسی
به نوشته وب سایت دولتی مکزیک، «او به دلیل عقایدش تحت تعقیب قرار گرفت و در زندان افتاد، اما توانست تغییرات مختلفی را در قانون ایجاد کند، مانند قانون که استقلال شهرداری را تضمین می‌کند. او با ایجاد اصلاحات مهم آموزشی و اقتصادی به عنوان وزیر آموزش و ترویج منصوب شد. در زمان امپراتور ماکسیمیلیان، او به کالیفرنیا تبعید شد. اما در بازگشت از سانفرانسیسکو به جمهوری و به دنبال اخراج فرانسوی‌ها، وی به عنوان قاضی دیوان عالی دادگستری منصوب شد.
رامیرز از انتخاب مجدد بنیتو خوارس و بعداً پیشنهاد انتخاب مجدد جانشین او، سباستین لردو د تجادا، که به خاطر او زندانی شد، انتقاد کرد. در آغاز سال ۱۸۷۶، زمانی که پورفیریو دیاز به قدرت رسید، از سوی دولت مأموریت یافت تا سیاست‌هایی را برای گسترش آموزش عمومی، که جزء اصلی برنامه لیبرال است، اجرا کند. در زمان رامیرز، آموزش ابتدایی، شامل آموزش زنان و بومیان، گسترش یافت و آموزش متوسطه عمومی تأسیس شد.
او در دولت پورفیریو دیاز به عنوان وزیر دادگستری و آموزش خدمت کرد؛ تا اینکه دیاز را مورد انتقاد قرار داد و از دور خارج شد. سپس وی به محکمه عالی بازگشت. او در ۱۵ ژوئن ۱۸۷۹ در مکسیکوسیتی درگذشت.

## آتئیسم
رامیرز در سالنامه‌های ادبی مکسیکو به خاطر سخنرانی‌اش در آکادمی دربارهٔ موضوعی بسیار بحث‌برانگیز که تأثیر انفجار دینامیت را داشت، مشهور است: «خدایی وجود ندارد. موجودات طبیعی خودشان را حفظ می‌کنند» او علیرغم اعتراضاتی که مجلس را بهت‌زده کرده بود، پذیرفته شد. رامیرز این ایده را مطرح کرد که ادبیات باید در پیشرفت جامعه مکسیکو و دموکراسی نقش داشته باشد.» او از بهبود وضعیت زنان در مکسیکو دفاع کرد و از «آموزش و پرورش به عنوان تنها راه ممکن برای دستیابی به موفقیت» یاد کرد. در دهه ۱۸۴۰ میلادی، رامیرز در «مؤسسه لیتراریو دو تولوکا» کار می‌کرد، که در آنجا به تربیت رمان‌نویس معروف «ایگناسیو مانوئل آلتامیرانو» پرداخت.
مدت‌ها پس از مرگ او در سال ۱۹۸۴ میلادی، آتئیسم بودن او موضوعِ یک رسوایی شد، زمانی که دیگو ریورا، یک نقاشی دیواری در هوتل دل پرادو کشید که در آن رامیرز تابلویی در دست داشت که روی آن نوشته بود «خدا وجود ندارد».‏ ریورا این نوشته را حذف نکرد و به همین دلیل نقاشی دیواری به مدت ۹ سال نمایش داده نشد – در نهایت ریورا موافقت کرد کلمات توهین‌آمیز را حذف کند. وی تصریح کرد: برای تأیید «خدا وجود ندارد» لازم نیست پشت دون ایگناسیو رامیرز پنهان شوم؛ من یک آتئیسم هستم و ادیان را نوعی روان‌نژندی جمعی می‌دانم. من دشمن کاتولیک‌ها نیستم. من دشمن افراد بیماری سل، نزدیک‌بینی یا فلج نیستم، کسی نمی‌تواند با بیماران دشمن باشد. دوست خوب فقط کسی است که به آن‌ها کمک می‌کند تا خودشان را درمان کنند».